# Antihistaminique H2

Formule chimique de la cimétidine, premier antihistaminique H2 commercialisé.

Les antihistaminiques H2 ou anti-H2 sont des médicaments antagonistes des récepteurs à l'histamine de type 2. Ils agissent au niveau des cellules pariétales de l'estomac pour diminuer sa sécrétion acide.
Ils sont indiqués dans les troubles du système gastro-entéro-hépatique ; plus précisément dans les troubles de reflux gastro-œsophagien ou d'ulcères gastro-duodénaux. On leur préfère les inhibiteurs de la pompe à proton (comme l'oméprazole) car les antihistaminique H2 ont une efficacité bien plus faible que ces derniers. Ils sont ainsi de moins en moins prescrits[réf. souhaitée].
Lors d'un traitement au long cours par des anti-H2, des carences en vitamine B12 peuvent apparaître. Cet effet est aussi observable chez les patients utilisant des IPP en chronique.

## Indication
Ils sont indiqués dans les troubles du système gastro-entéro-hépatique ; plus précisément dans les troubles de reflux gastro-œsophagien ou d'ulcères gastro-duodénaux.

## Mécanisme d'action
Ils agissent au niveau des cellules pariétales de l'estomac pour diminuer sa sécrétion acide. Physiologiquement, lors de l'augmentation du pH dans la cavité de l'estomac, certaines cellules libèrent de la gastrine. Cette hormone va induire la libération d'histamine par d'autres cellules. L'histamine aura elle pour effet d'augmenter la sécrétion d'acide chlorhydrique à l'intérieur de la cavité de l'estomac.

## Effets indésirables
Les effets indésirables les plus communs des anti-histaminiques H2 sont :
- Diarrhée[3] et plus généralement troubles digestifs[4], dû à la modification du processus de la digestion.
- Maux de tête et fatigue voire fièvre modéré [3],[4].
- Eruptions cutanées[3].

Moins fréquents : pneumonie, péritonite, entérocolite nécrosante, infection par Clostridium difficile, cancer du foie, cancer gastrique, fracture de la hanche.

## Chimie thérapeutique
La chimie thérapeutique est la branche de la chimie s'intéressant à la création et modulation de composés chimiques entrant dans la composition des médicaments, que ce soit les principes actifs ou les excipients.

### Propriétés physicochimiques générales

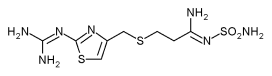
Structure chimique de la famotidine, avec le groupement sulfamide rendant cette molécule hydrophile.

Les antihistaminique-H2 sont des substances possédant un motif terminal polaire et sont donc relativement peu lipophiles avec des logP expérimentaux compris entre - 0,6 et +1. La famotidine qui se caractérise par la présence d’un groupe acide sulfamide est le plus hydrophile des antihistaminique-H2.

### Pharmacophore

Pharmacophore des antihistaminiques H2.

Le pharmacophore est la partie pharmacologiquement active d'une classe de molécule. Elle est le squelette minimum nécessaire à l'action recherché de cette classe moléculaire.

## Histoire
Le premier traitement des ulcères gastro-duodénaux était l'intervention chirurgical. Néanmoins il était connu que la sécrétion d’acide gastrique par les cellules pariétales de l’estomac était entre autres stimulée par l’histamine. À partir de la structure générale de cette dernière ont été développé le métiamide et le burimamide, qui était soit toxique pour le métiamide, soit trop peu efficace pour le burimamide. En 1977 sera introduit sur le marché la cimétidine, premier anti-H2 utilisable en thérapeutique. Elle sera suivie par la ranitidine en 1983, la famotidine en 1986, et la nizatidine en 1988.

## Principes actifs
Le segment-clé de la dénomination commune internationale des anti-H2 est le suffixe –tidine qui correspond aux antagonistes du récepteur H2 à l’histamine, dérivés initialement de la cimétidine. En France, seuls 4 principes actifs appartenant à cette famille médicamenteuse sont commercialisés ou l'ont été.
- Cimétidine, avec une puissance relative de  1, il s'agit du chef de file.
- Ranitidine, avec une puissance relative de 4, retiré du marché français à cause de contaminations des chaînes de production[9].
- Nizatidine, avec une puissance relative de 4, qui n'est plus disponible en France
- Famotidine, avec une puissance relative de 10.

D'autres principes actifs, non commercialisé en France, sont vendus ailleurs dans le monde:
- Roxatidine
- Tiotidine
- Lafutidine

D'autres anti-H2 ne sont plus commercialisés ou ne l'ont jamais été:
- Métiamide, l'un des premiers anti-H2 découverts, qui n'a jamais été utilisé en thérapeutique dû à une forte toxicité thyroïdienne et rénale, ainsi qu'entraînant une granulocytopénie.
- Burimamide qui, comme le métiamide, a mené au développement de la cimétidine. Il n'a pas été utilisé en thérapeutique dû à une puissance trop faible.
- Lavoltidine, initialement commercialisé dans certains pays puis retiré du marché dû à un risque cancérigène[10],[11].
- Nipérotidine, jamais commercialisé dû à sa toxicité hépatique[12].